# 12 Dywizja Pancerna (ZSRR)
12 Dywizja Pancerna (ros. 12-я танковая дивизия) – radziecka dywizja pancerna z  okresu II wojny światowej.
12 Dywizja Pancerna sformowana została w 1940. W czasie napaści wojsk III Rzeszy i jej satelitów na Związek Radziecki wchodziła w skład 8 Korpusu Zmechanizowanego. Ocalałe po walkach czołgi 12 DPanc. przekazała 28 sierpnia 1941 8 Dywizji Pancernej. Rozformowanie 12 DPanc. nastąpiło 1 września 1941.

## Dowódcy 12 Dywizji Pancernej
- płk Piotr Fotczenkow[1].

## Struktura organizacyjna
- 23 pułk pancerny
- 24 pułk pancerny
- 12 pułk piechoty zmotoryzowanej
- 12 pułk haubic[1].